# 慕舆句
慕輿句（?—?），五胡十六国時代前燕太保，其子慕輿文。
慕輿句开始在鮮卑慕容部大人慕容廆麾下任职。308年，慕容廆评价他勤勉謙恭，任命他管理府庫。慕舆句不但记忆力很强，还善于默算，把收支算得毫无遗漏。后来担任中部俟釐。350年三月，燕王慕容儁攻打後趙，命令慕輿句留守薊城（今北京市）。后来担任太子太保。